# Городня (Холм-Жирковский район)
 Горо́дня— деревня в Смоленской области России, в Холм-Жирковском районе. Расположена в северной части области в 10 км к юго-востоку от Холм-Жирковского, у автодороги Холм-Жирковский – Вязьма, на правом берегу Вязьмы.
Население — 16 жителей (2007 год). Входит в состав Стешинского сельского поселения.

## Достопримечательности
- Памятник археологии: городище в 300 м к северу от деревни (после начала нашей эры использовалось дьяковскими племенами).
- «Михалёвский» родник. Вода в роднике считается святой.